# Dysaphis viennoti
Dysaphis viennoti är en insektsart. Dysaphis viennoti ingår i släktet Dysaphis och familjen långrörsbladlöss. Inga underarter finns listade i Catalogue of Life.